# Puke Toropa Mountain
Puke Toropa Mountain är ett berg i Antarktis. Det ligger i Östantarktis. Nya Zeeland gör anspråk på området. Toppen på Puke Toropa Mountain är 3 465 meter över havet, eller 847 meter över den omgivande terrängen. Bredden vid basen är 6,3 km. Puke Toropa Mountain ingår i Royal Society Range.
Terrängen runt Puke Toropa Mountain är bergig söderut, men norrut är den kuperad. Puke Toropa Mountain ligger uppe på en höjd som går i nord-sydlig riktning. Trakten är obefolkad. Det finns inga samhällen i närheten. 